# Matteo De Vettori
Matteo De Vettori (ur. 16 lutego 1993 w Rovereto) – włoski narciarz alpejski, dwukrotny medalista mistrzostw świata juniorów.

## Kariera
Po raz pierwszy na arenie międzynarodowej Matteo De Vettori pojawił się 5 grudnia 2008 roku w Tonale, gdzie w zawodach juniorskich zajął 76. miejsce w gigancie. W 2011 roku wystartował na mistrzostwach świata juniorów w Crans Montana, gdzie jego najlepszym wynikiem było 25. miejsce w supergigancie. Jeszcze dwukrotnie startował na zawodach tego cyklu, największe sukcesy osiągając na mistrzostwach świata juniorów w Jasnej. Zwyciężył tam w superkombinacji, a w supergigancie był trzeci, przegrywając tylko z dwoma Austriakami: Marco Schwarzem i Danielem Danklmaierem. W zawodach Pucharu Świata zadebiutował 22 lutego 2015 roku w Saalbach, gdzie zajął 42. miejsce w supergigancie. Nie startował na mistrzostwach świata ani igrzyskach olimpijskich.

## Osiągnięcia

### Mistrzostwa świata juniorów
| Miejsce | Dzień     | Rok  | Miejscowość   | Konkurencja     | Czas biegu  | Strata  | Zwycięzca                |
| ------- | --------- | ---- | ------------- | --------------- | ----------- | ------- | ------------------------ |
| 51.     | 3 lutego  | 2011 | Crans-Montana | Zjazd           | 1:37,34 min | +4,07 s | Boštjan Kline            |
| 25.     | 4 lutego  | 2011 | Crans-Montana | Supergigant     | 1:22,44 min | +2,45 s | Boštjan Kline            |
| 20.     | 2 marca   | 2012 | Roccaraso     | Zjazd           | 1:11,99 min | +2,04 s | Ryan Cochran-Siegle      |
| 9.DNF   | 3 marca   | 2012 | Roccaraso     | Supergigant     | 1:02,73 min | -       | Ralph Weber              |
| 38.     | 7 marca   | 2012 | Roccaraso     | Gigant          | 2:39,50 min | +7,59 s | Henrik Kristoffersen     |
| DNF1    | 9 marca   | 2012 | Roccaraso     | Slalom          | 1:38,44 min | -       | Santeri Paloniemi        |
| 1.      | 26 lutego | 2014 | Jasná         | Superkombinacja | 2:21,69 min | -       | -                        |
| 3.      | 26 lutego | 2014 | Jasná         | Supergigant     | 1:30,63 min | +0,16 s | Marco Schwarz            |
| 46.     | 2 marca   | 2014 | Jasná         | Zjazd           | 1:17,31 min | +2,12 s | Adrian Smiseth Sejersted |
| 11.     | 4 marca   | 2014 | Jasná         | Gigant          | 2:03,14 min | +3,88 s | Henrik Kristoffersen     |
| DNF1    | 5 marca   | 2014 | Jasná         | Slalom          | 1:37,21 min | -       | Henrik Kristoffersen     |

### Puchar Świata

#### Miejsca w klasyfikacji generalnej
- sezon 2014/2015: niesklasyfikowany
- sezon 2016/2017: niesklasyfikowany

#### Miejsca na podium w zawodach
De Vettori nie stawał na podium zawodów PŚ.